# Historia de la ciencia del cambio climático
La historia de la ciencia del cambio climático se inició a principios del siglo XIX cuando se sospechó por primera vez de las épocas glaciares y otros cambios naturales en el paleoclima, y se identificó el efecto invernadero natural. A finales del siglo XIX, los científicos ya argumentaron que las emisiones humanas del efecto invernadero podrían cambiar el clima, pero los cálculos fueron cuestionados. Muchas otras teorías del cambio climático estaban más avanzadas, involucrando fuerzas que iban desde el vulcanismo hasta la variación solar.
En los años 60 del siglo XX, el efecto de calentamiento atmosférico producido por el dióxido de carbono era cada vez más convincente, aunque algunos científicos también apuntaron que las actividades humanas, en la forma de aerosoles atmosféricos (por ejemplo la contaminación), podrían también tener un efecto de enfriamiento.
Durante los años 70 del siglo XX, la opinión de los científicos estaba cada vez más a favor de los puntos de vista del calentamiento. Para los años 90, como resultado de las mejoras de la fidelidad de los modelos informáticos y del trabajo observacional que confirma la teoría de Milankovitch de las épocas glaciares, se llegó al consenso de que el efecto invernadero estuvo involucrado en la mayoría de los cambios climáticos, y de que las emisiones humanas traían serios problemas de calentamiento global. Desde entonces, la mayoría de los trabajos científicos han sido orientados a la producción de informes del Grupo Intergubernamental de Expertos sobre el Cambio Climático.

## Cambios regionales, desde la antigüedad hasta elsigloXIX
Desde tiempos antiguos, se sospechaba que el clima de una región podría cambiar a lo largo del curso de los siglos. Por ejemplo, Teofrasto, un pupilo de Aristóteles, dijo cómo el desagüe de los pantanos había hecho a una localidad en particular más susceptible a la congelación y especuló que los suelos se hacían más calientes cuando la deforestación de los bosques los exponía a la luz solar. Los académicos del Renacimiento y de épocas más recientes vieron que la deforestación, la irrigación y el pasto habían alterado los suelos alrededor del Mediterráneo desde tiempos antiguos. Ellos pensaron que era verosímil que estas intervenciones humanas hayan afectado al clima local.
El cambio más llamativo vino en los siglos XVIII y XIX, manisfestándose dentro de un solo período de vida: la conversión del Este de Norteamérica de bosques a tierras de cultivo. Para los inicios del siglo XIX muchos creyeron que la transformación estaba alterando el clima de las regiones - probablemente para mejor. Cuando los granjeros tomaron las Grandes Llanuras les habían dicho que "la lluvia sigue al arado". No todos estuvieron de acuerdo. Algunos expertos reportaron que la deforestación no solo causaba que la escorrentía se diera más rápido y causara inundaciones inútiles, pero que reducía la cantidad de lluvia en sí. Algunos profesores europeos, atentos a alguna prueba de que sus naciones eran más sabias que las otras, aclamaron que los Orientales del Antiguo Cercano Oeste habían convertido descuidadamente sus una vez tierras exuberantes en desiertos empobrecidos.
Mientras tanto, agencias nacionales del clima han comenzado a compilar masas de observaciones confiables de temperatura, precipitaciones y similares. Cuando las cifras fueron analizadas mostraron muchas subidas y bajadas, pero un cambio no constante a largo plazo. Para los finales del siglo XIX, la opinión de los científicos había cambiado decisivamente en contra de cualquier creencia de la influencia humana en el clima. Considerando los efectos regionales, pocos imaginaban que los seres humanos podrían afectar el clima del planeta en conjunto.

## Cambios del paleoclima y teorías de sus causas en elsigloXIX

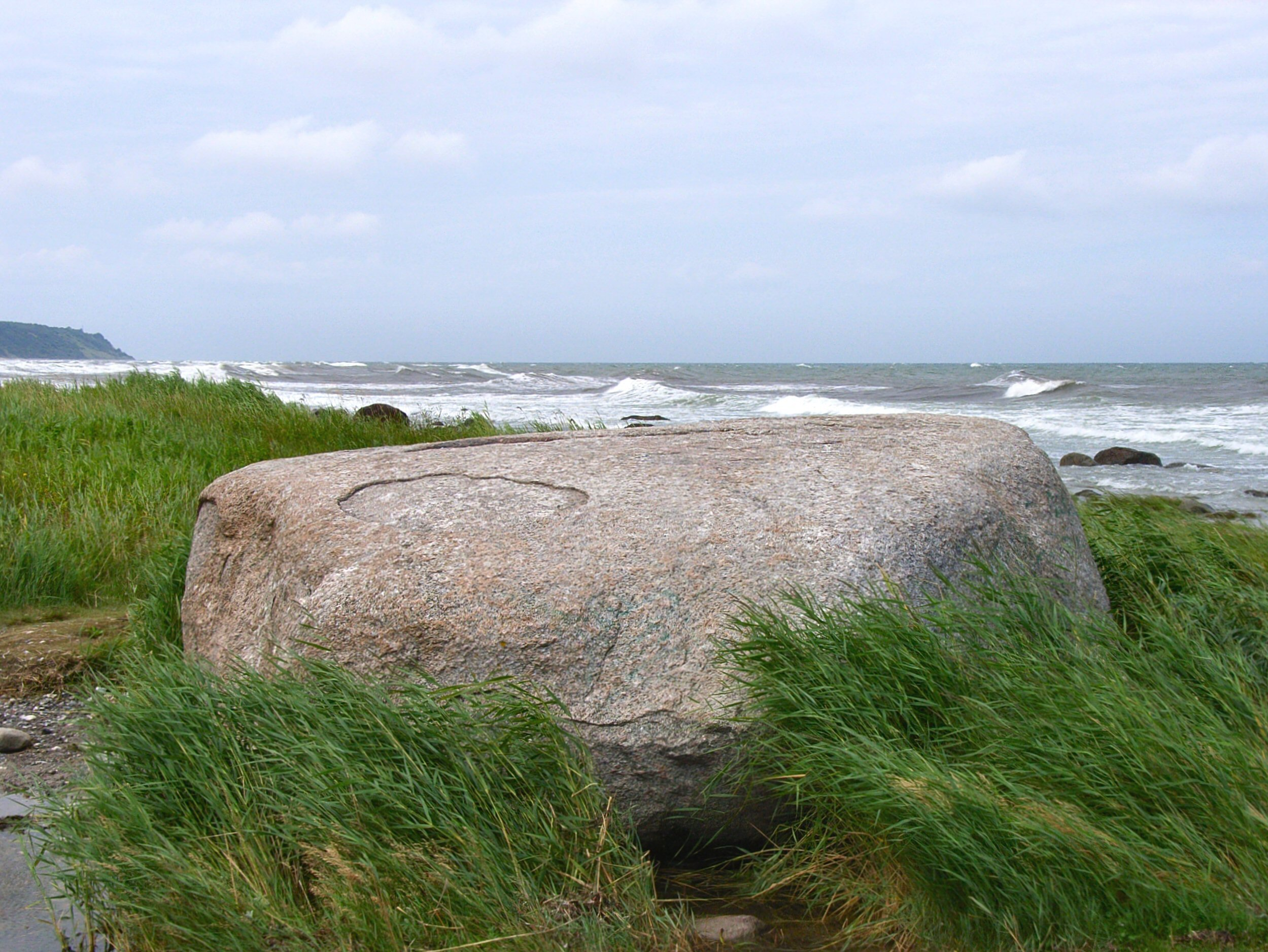
Bloque errático, rocas depositadas por glaciares lejos de glaciares existentes, ha llevado a los geólogos a la conclusión de que el clima ha cambiado en el pasado.

Antes del siglo XVIII, los científicos no habían sospechado que los climas prehistóricos eran diferentes a los del periodo moderno. A finales del siglo XIX, los geólogos hallaron evidencias de una sucesión de Escala temporal geológica con cambios en el clima. Había varias teorías compitiendo para explicar el origen de estos cambios y James Hutton, cuyas ideas de cambio cíclico por un largo periodo de tiempo fueron posteriormente conocidas como uniformismo, estaba entre aquellos que hallaron signos de actividad glacial pasada en lugares muy calientes para los glaciares en tiempos modernos.
En 1815, Jean-Pierre Perraudin describe por primera vez cómo los glaciares podrían ser responsables de la presencia de  rocas gigantes vistas en los valles alpinos. Mientras excursionaba en el Val de Bagnes se dio cuenta de que había rocas gigantes de granito que fueron dispersadas alrededor del estrecho valle. Sabía que sería necesaria una fuerza excepcional mover tales grandes rocas. También observó cómo los glaciares dejaban rayas en el suelo y concluyó que fue el hielo lo que había llevado las rocas hacia lo profundo de los valles.
Su idea fue recibida inicialmente con incredulidad. Jean de Charpentier escribió:"encuentro su hipótesis tan extraordinaria y aun así tan extravagante que considero que no vale la pena examinarla ni incluso considerarla". A pesar del rechazo inicial de Charpentier, Perraudin finalmente convenció a Ignaz Venetz de que podría valer la pena estudiarla. Venetz convenció a Charpentier, quien en cambio convenció al científico influyente Louis Agassiz de que la teoría glacial tenía mérito.
Agassiz desarrolló una teoría de lo que el llamó "Glaciación" — cuando los glaciares cubrieron Europa y una gran parte de Norteamérica. En 1837 Agassiz fue el primero en proponer científicamente que la Tierra había sido objeto de una glaciación pasada. William Buckland había guiado los intentos en Gran Bretaña de adaptar la teoría geológica del catastrofismo para tener en cuenta a las rocas errántes y otro "diluvio" como reliquias del Diluvio Universal. A esto se opuso fuertemente la versión de Charles Lyell del uniformismo de Hutton y fue gradualmente abandonada por Buckland y otros geólogos catastrofistas. Una salida de campo a los Alpes con Agassiz en octubre de 1838 convenció a Buckland de que los rasgos en Gran Bretaña habían sido causados por la glaciación y ambos, él y Lyell, apoyaron fuertemente la teoría de la glaciación, la cual fue ampliamente aceptada en los años 1870.
En el mismo periodo general que los científicos sospecharon por primera vez el cambio climático y la glaciación,  Joseph Fourier en 1824, encontró que la atmósfera de la Tierra mantenía al planeta más caliente de lo que sería en el caso de que hubiese un vacío, e hizo los primeros cálculos del efecto del calentamiento. Fourier reconoció que la atmósfera transmitía ondas de luz visible de manera eficiente a la superficie de la tierra. La tierra luego absorbe la luz visible y emite radiación infrarroja como respuesta, pero la atmósfera no transmite la radiación infrarroja de manera eficiente, lo cual por lo tanto incrementa la temperatura de la superficie. Él también cuestionó que las actividades humanas pudieran influenciar en el clima, aunque principalmente se enfocó en los cambios del uso del suelo. En 1827 el documento de Fourier expresó, "La fundación y progreso de las sociedades humanas, la acción de las fuerzas naturales, pueden cambiar notablemente y en regiones vastas el estado de la superficie, la distribución del agua y los grandes movimientos del aire. Tales efectos son capaces de hacer variar, en el curso de muchos siglos, el grado promedio del calor; debido a que las expresiones analíticas contienen coeficientes que se relacionan con el estado de la superficie y el cual influye en gran medida en la temperatura."
"La estadounidense Eunice Newton Foote fue la primera científica en teorizar que incluso aumentos moderados en la concentración de dióxido de carbono (CO₂) atmosférico podrían provocar un calentamiento global significativo", en 1856.
John Tyndall fue un paso más allá del trabajo de Fourier en 1864 cuando investigó la absorción de la radiación infrarroja en diferentes gases. Encontró que el vapor de agua, hidrocarburos como el metano  (CH4), y el dióxido de carbono (CO2) bloquean fuertemente la radiación. Algunos científicos sugirieron que la glaciación y otros grandes cambios del clima eran debido a los cambios en la cantidad de gases emitidos en el vulcanismo. Pero eso era una de las tantas causas posibles. Otra posibilidad notable era la variación solar. Los cambios en las corrientes oceánicas podrían explicar también muchos cambios climáticos. Por cambios a lo largo de millones de años, la elevación y descenso de las cadenas de montañas podrían cambiar los patrones de los vientos y las corrientes oceánicas. O quizás el clima de un continente no cambiase en absoluto, sino que variase su temperatura debido al desplazamiento polar verdadero (el cambio del Polo Norte hacia donde el Ecuador ha estado o similar). Había multitud de teorías.
Por ejemplo, a mediados del siglo XIX, James Croll publica los cálculos de cómo las fuerzas gravitacionales del sol, la luna y los planetas afectan sutilmente al movimiento y orientación de la Tierra. La inclinación del eje de la Tierra y la forma de su órbita alrededor del sol oscila gradualmente en ciclos que duran decenas de miles de años. Durante algunos periodos el Hemisferio Norte recibiría ligeramente menos luz solar durante el invierno de la que obtendría durante otros siglos. La nieve se acumularía, reflejando la luz del sol y conduciendo hacia una glaciación autosostenible. La mayoría de los científicos, sin embargo, hallaron las ideas de Croll y toda otra teoría del cambio climático poco convincente.

## Los primeros cálculos del cambio climático inducido por el hombre, 1896

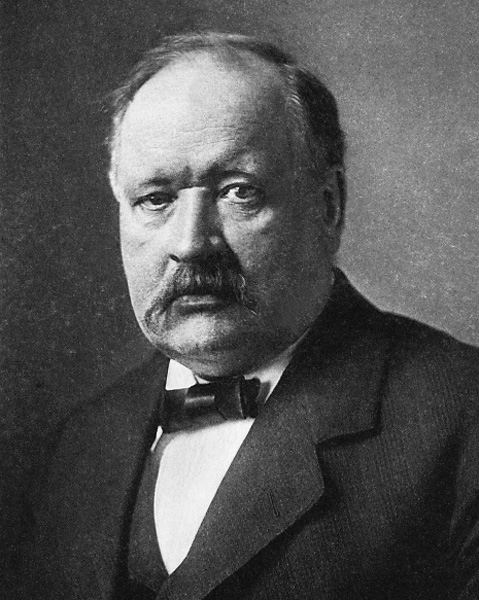
En 1896 Svante Arrhenius cálculo el efecto de la duplicación del dióxido de carbono atmosférico como resultado de un incremento de la temperatura de superficie de 5-6 grados Celsius.

A finales de los años 1890, el científico estadounidense Samuel Pierpont Langley había intentado determinar la temperatura de la superficie de la Luna midiendo la radiación de infrarrojo que sale de la luna y llega a la tierra. El ángulo de la luna en el cielo cuando un científico tomó una medida determinó cuanto CO2 y vapor de agua la radiación lunar tenía que atravesar para llegar a la superficie de la Tierra, dando como resultado medidas más débiles cuando la Luna estaba baja en el cielo. Este resultado fue poco sorprendente, dado que los científicos conocían el espectro de absorción desde hacía décadas.
Un científico sueco, Svante Arrhenius utilizó la observación de Langley sobre la absorción aumentada de infrarrojo donde los rayos lunares pasan a través de la atmósfera a un ángulo bajo, encontrando más dióxido de carbono (CO2), para estimular un efecto de enfriamiento atmosférico a partir de una disminución futura de CO2. Él se dio cuenta de que la atmósfera más fría retendría menos vapor de agua (otro gas de efecto invernadero) y calculó el efecto de enfriamiento adicional. También se dio cuenta de que el enfriamiento aumentaría la nieve y la cubierta de hielo en altas latitudes, haciendo que el planeta reflejase más luz solar y así promover el enfriamiento, como  James Croll había propuesto. En general, Arrhenius calculó que cortando el CO2 a la mitad sería suficiente para producir una glaciación. El además calculó que una duplicación del CO2 atmosférico daría un total de calentamiento de 5-6 grados Celsius.
Mientras tanto, otro científico sueco, Arvid Högbom, había estado intentando cuantificar fuentes naturales de emisión de CO2 con el propósito de entender el ciclo del carbono global. Högbom encontró que la estimación de la producción de carbón de fuentes industriales en los años 1890 (principalmente de combustión de carbón) eran comparables con la de las fuentes naturales. Arrhenius vio que esta emisión humana de carbono llevaría finalmente al calentamiento. Sin embargo, debido a la tasa relativamente baja de producción de CO2 en 1896, Arrhenius pensó que el calentamiento tomaría miles de años, y suponía que sería beneficioso para la humanidad.

## Los paleoclimas y las manchas solares, inicios de los años 1900 a 1950
Los cálculos de Arrhenius fueron puestos en disputa y subsumidos dentro de un debate más amplio sobre si los cambios atmosféricos habían causado las edades de hielo. Intentos experimentales para medir la absorción de infrarrojo en el laboratorio parecieron demostrar pequeñas diferencias como resultado del incremento de los niveles de CO2, y también hallaron una coincidencia significativa entre la absorción por CO2, y la absorción por vapor de agua, todos los cuales sugirieron que el incremento de las emisiones de dióxido de carbono tenían un pequeño efecto climático. Estos primeros experimentos resultaron posteriormente ser insuficientemente precisos, dada la instrumentación de la época. Muchos científicos también pensaron que los océanos absorberían rápidamente cualquier exceso de dióxido de carbono.
A otras teorías sobre las causas del cambio climático no les fue mejor. Los principales avances se dieron en la paleoclimatología observacional, cuando los científicos en varios campos de la geología trabajaron en métodos para revelar climas antiguos a partir de sedimentos, las reliquias de antiguos lagos y orillas de mar y otros. Un astrónomo de Arizona, Andrew Ellicott Douglass, vio fuertes indicaciones de cambio climático en tres anillos de los troncos de árboles. Notando que los anillos eran más delgados en años secos, reportó efectos climáticos de las variaciones solares, particularmente en conexión con la escasez de manchas solares el siglo XVII (el mínimo de Maunder) notado previamente por William Herschel y otros. Otros científicos, sin embargo, hallaron una buena razón para dudar que tres anillos pudieran revelar alguna cosa más allá que variaciones regionales aleatorias. El valor de tres anillos para el estudio del clima no fue sólidamente establecido hasta la década de 1960.
Durante los años 1930 el defensor más persistente de una conexión solar con el clima fue el astrofísico Charles Greeley Abbot. A inicios de los años 1920, había concluido que la constante solar había sido mal llamada: sus observaciones demostraron grandes variaciones, las cuales conectó con las manchas solares que pasaban por la cara del Sol. Él y algunos otros continuaron investigando en los años 1960, convencidos de que las variaciones de las manchas solares eran una causa principal del cambio climático. Otros científicos eran escépticos. No obstante, fueron populares en los años 1920 y 1930 los intentos de conectar el ciclo solar con los ciclos climáticos. Respetados científicos anunciaron correlaciones que insistían en que eran lo suficientemente fiables para hacer predicciones. Tarde o temprano, cada predicción falló, y el tema cayó en desprestigio.
Mientras tanto, el ingeniero serbio Milutin Milankovitch, basándose en la teoría de  James Croll mejoró los cálculos tediosos de las diferentes distancias y ángulos de la radiación solar mientras el Sol y la Luna perturbaban gradualmente la órbita de la Tierra. Algunas observaciones de las varvas (capas vistas en el lodo cubriendo el fondo de los lagos) igualaron la predicción del ciclo de Milankovitch que duraron alrededor de 21,000 años. Sin embargo, la mayoría de los geólogos descartaron la teoría astronómica. Para ellos, la medida del tiempo de Milankovitch no podría encajar con la secuencia aceptada, la cual solo tenía cuatro edades de hielo, todas ellas mucha más largas que 21,000 años.
En 1938 un ingeniero británico, Guy Stewart Callendar, intentó revivir la teoría del efecto invernadero de Arrehnius. Callendar presentó evidencia de que ambas, la temperatura y el nivel de CO2 en la atmósfera, habían estado incrementando durante el último siglo, y argumentaron de que nuevas medidas espectroscópicas demostraron que el gas era efectivo en la absorción de radiación infrarroja en la atmósfera. No obstante, la mayoría de las opiniones de los científicos continuaron en disputar o ignorar la teoría.

## La preocupación crece: 1950-1960
Una mejor espectrografía en los años 50 demostró que el CO2 y las rayas de absorción del vapor de agua no se traslaparon totalmente. Los climatólogos también se dieron cuenta de que poco vapor de agua estaba presente en la parte superior de la atmósfera. Ambos acontecimientos demostraron que el efecto de invernadero del CO2 no se podía contrarrestar con el vapor de agua.
En 1955, el análisis de los isótopos de Carbono-14 de Hans E. Suess demostró que el CO2 liberado por los combustibles fósiles no era absorbido inmediatamente por el océano. En 1957, una mejor comprensión de la química de los océanos llevó a Roger Revelle a descubrir que la capa superficial del océano tenía una capacidad limitada de absorción de dióxido de carbono. A finales de los años cincuenta, más científicos argumentaban que las emisiones del dióxido de carbono podrían ser un problema e incluso algunos proyectaban en 1959 que para el 2000, los niveles de CO2 habrían aumentado un 25%, causando efectos potencialmente radicales en el clima. En el año 1960, Charles David Keeling demostró que el nivel de CO2 en la atmósfera se estaba elevando realmente, tal como Revelle lo había predicho. La preocupación aumentaba año tras año debido al aumento de la curva de Keeling, que refleja la concentración del CO2 en la atmósfera.
Otro indicador del cambio climático surgió a mediados de la década de 1960, de los análisis de los núcleos de aguas profundas realizados por Cesare Emiliani y de los estudios de los corales antiguos, que realizaron Wallace Smith Broecker y sus colaboradores. En lugar de cuatro edades de hielo largas, descubrieron una gran cantidad de periodos de glaciación más cortos en secuencia regular. Los resultados indicaban que el momento en que las glaciaciones ocurrieron estuvo determinado por pequeños cambios orbitales de los ciclos de Milankovitch. Mientras que el tema seguía siendo polémico, algunos científicos comenzaron a sugerir que el sistema climático es sensible a los cambios pequeños y puede cambiar fácilmente de un estado estable a uno distinto.
Mientras tanto, los científicos comenzaron a usar computadores para desarrollar versiones más sofisticadas de los cálculos de Arrhenius. En 1967, aprovechando la capacidad de los equipos digitales de integrar numéricamente las curvas de absorción, Syukuro Manabe y Richard Wetherald hicieron el primer cálculo detallado del efecto invernadero, incluyendo la convección (el "modelo radiativo convectivo unidimensional de Manabe y Wetherald "). Manabe y Wetherald descubrieron que, en ausencia de regeneraciones desconocidas tales como cambios en nubes, la duplicación de los niveles de dióxido de carbono actuales daría lugar al aumento de aproximadamente 2 °C en la temperatura global.
En los años sesenta, la contaminación en aerosol (esmog) se había convertido en un problema local serio en muchas ciudades y algunos científicos comenzaron a considerar si el efecto de enfriamiento de las partículas en suspensión podía afectar las temperaturas globales. Los científicos no estaban seguros si predominaría el efecto de enfriamiento de las partículas contaminantes o el efecto de calentamiento de las emisiones de gas invernadero, pero de todas formas, se comenzó a sospechar que las emisiones humanas podrían ser perjudiciales para el clima en el siglo XXI, o tal vez antes. En su libro "La explosión demográfica" de 1968, Paul R. Ehrlich escribió: "ahora, el efecto invernadero se está acentuando por los niveles grandemente incrementados de dióxido de carbono... [esto] está siendo contradicho por las nubes bajas generadas por las estelas de vapor, el polvo, y otros contaminantes… En este momento no podemos predecir cuáles serán los resultados climáticos generales de el uso de la atmósfera como basurero".

## Los científicos predicen cada vez más el calentamiento: años setenta

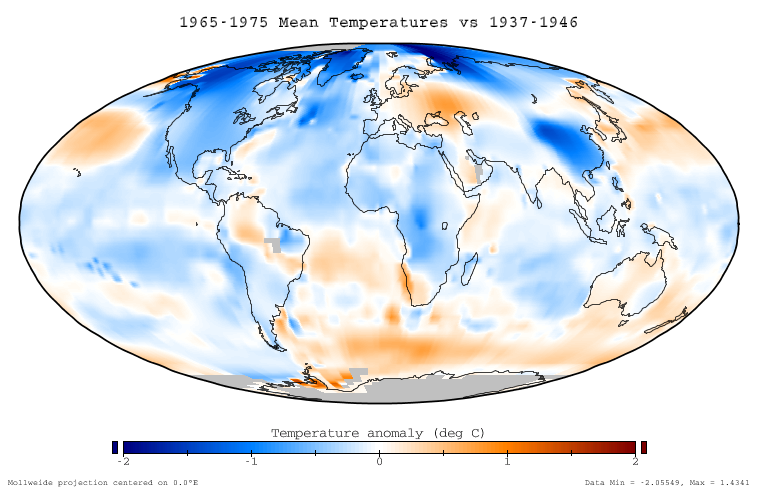
Anomalías en la temperatura media durante el período de 1965 a 1975 con respecto a las temperaturas medias desde 1937 hasta 1946. Este conjunto de datos no estaba disponible en ese entonces.

A principios de los años 70, la evidencia de que los aerosoles estaban aumentando por todo el mundo llevó a Reid Bryson y a otros a advertir sobre la posibilidad de un enfriamiento severo. Mientras tanto, la nueva evidencia de que el momento en el que se produjeron las edades de hielo fue determinado por ciclos orbitales previsibles, sugirió que el clima se enfriaría gradualmente, durante miles de años. Sin embargo, durante el siglo siguiente, una visión general a la literatura científica a partir de 1965 hasta 1979 mostraba que 7 artículos predecían el enfriamiento y 44 el calentamiento (muchos otros artículos sobre el clima no hicieron ninguna predicción; los artículos que predecían el calentamiento fueron citados mucho más a menudo en la literatura científica posterior.) Varios paneles científicos a partir de este período concluyeron que se necesitaba más investigación para determinar si el calentamiento o el enfriamiento eran probables, lo que indicaba que la tendencia en la literatura científica no había llegado todavía a un consenso.
Los principales medios de comunicación de ese entonces exageraron las advertencias de la minoría que predecía un enfriamiento inminente. Por ejemplo, en 1975, la revista Newsweek publicó una historia que advertía sobre "signos inquietantes de que los patrones del clima de la tierra han comenzado a cambiar". El artículo continuaba indicando que la evidencia del enfriamiento global era tan contundente que los meteorólogos tenían "dificultades para mantenerse al día con ella" El 23 de octubre de 2006, Newsweek publicó una actualización que indicaba que había estado "terriblemente equivocada sobre el futuro a corto plazo".
En los dos primeros informes para el Club de Roma: Los límites del crecimiento de 1972 y La Humanidad en la Encrucijada de 1974, ya se mencionaron los cambios climáticos causados por el hombre debido al aumento del CO2 así como al calor residual. John Holdren escribió en un estudio sobre el calor residual que fue citado en el primer informe,  “… que la contaminación termal global es apenas nuestra amenaza ambiental más inmediata. Sin embargo, podría ser la más inexorable si somos lo suficientemente afortunados para evadir el resto. ” Ciertos estimados sencillos a escala mundial que han sido actualizados recientemente y confirmados por cálculos de modelos más refinados mostraron contribuciones considerables del calor residual al calentamiento global después del año 2100, si no disminuían los niveles de crecimiento (por debajo del 2% promedio que se producía desde 1973)..
La evidencia del calentamiento global aumentaba. Antes de 1975, Manabe y Wetherald habían desarrollado un modelo global del clima tridimensional que proporcionó una representación casi exacta del clima de la época. El doble de la cantidad de CO2 en el modelo de la atmósfera daba como resultado  un aumento de 2 °C aprox. en la temperatura global. Varias otras clases de modelos en computadora dieron resultados similares: era imposible hacer un modelo que mostrara algo que se asemejara al clima actual y no obtener un aumento en la temperatura cuando se incrementaba la concentración de CO2.
En un acontecimiento separado, un análisis de los núcleos de alta mar, publicado en 1976 por Nicholas Shackleton y sus colegas demostró que la influencia dominante en el tiempo en que ocurrieron las edades de hielo vino de un cambio orbital de Milankovitch de 100.000 años. Esto era inesperado, ya que el cambio de la luz solar en ese ciclo fue ligero. El resultado hizo énfasis en que el sistema climático es impulsado por regeneraciones, y así, es muy susceptible a los cambios pequeños en las condiciones.
En julio de 1979, el Consejo Nacional de Investigación de los Estados Unidos publicó un informe, que concluía (en parte)::

Cuando se asume que el contenido de CO2 de la atmósfera se duplica y el equilibrio termal estadístico se alcanza, el más realista de los modelos predicen el calentamiento de la superficie global de entre 2°C y 3.5°C, con mayores aumentos en las altas latitudes.

… hemos intentado pero no hemos podido encontrar cualquier efecto físico pasado por alto o subestimado que podría reducir los niveles de calentamiento global estimados actuales debido a la duplicación del CO2 en la atmósfera en proporciones insignificantes o invertirlas en conjunto. …

La Conferencia Mundial sobre el Clima de la Organización Meteorológica Mundial,  celebrada en Génova en 1979, concluyó que "parece razonable que una cantidad creciente de dióxido de carbono en la atmósfera puede contribuir al calentamiento gradual de la atmósfera baja, especialmente en latitudes más altas….Es posible que algunos efectos de escala regional y global se puedan percibir antes del final de este siglo y llegar a ser significativos antes de la mitad del siglo siguiente".

## Comienza a lograrse un consenso: 1980-1988
A principios de los años ochenta, la ligera tendencia al enfriamiento que ocurrió entre 1945 y 1975 se detuvo. La contaminación en aerosol había disminuido en muchas áreas debido a la legislación y a los cambios ambientales en el uso de combustibles, y llegó a estar claro que el efecto de enfriamiento de los aerosoles no iba a aumentar sustancialmente mientras que los niveles del dióxido de carbono aumentaban progresivamente.
En 1982, los núcleos de hielo de Groenlandia perforados por Hans Oeschger, Willi Dansgaard y sus colaboradores revelaron oscilaciones dramáticas de la temperatura en el espacio de un siglo en el pasado remoto. El más prominente de los cambios en su expediente correspondió a la oscilación violenta del Dryas Reciente vista en cambios en tipos de polen en los lechos de los lagos por todas partes de Europa. Los cambios evidentemente drásticos del clima eran posibles dentro del curso de la vida humana.

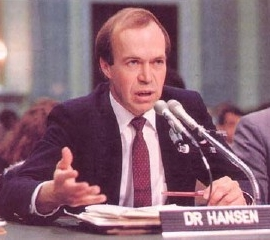
James Hansen durante su testimonio ante el Congreso de los Estados Unidos en 1988, en el cual alertó al público de los peligros del calentamiento global.

En 1973, el científico británico James Lovelock hizo especulaciones respecto a que los cloroflurocarbonos (CFC) podrían contribuir al calentamiento global. En 1975, Veerabhadran Ramanatha descubrió que una molécula de CFC podría ser 10.000 veces más eficaz absorbiendo la radiación infrarroja que una molécula de dióxido de carbono, lo que convertía a los CFC en sustancias potencialmente importantes a pesar de sus concentraciones muy bajas en la atmósfera. Mientras que los primeros trabajos que trataban sobre los CFC en su mayoría se concentraron en el papel de estas sustancias en la reducción de la capa de ozono, para el año 1985 Ramanathan y otros científicos demostraron que los CFC junto con el metano y otros gases traza podrían tener un efecto casi tan importante en el clima como el aumento del CO2. En otras palabras, el calentamiento global llegaría dos veces más rápido de lo que se esperaba.
En 1985, una conferencia en conjunto de UNEP/WMO/ICSU sobre "La evaluación del papel del dióxido de carbono y otros gases de efecto invernadero en las variaciones climáticas e impactos asociados" concluyó que se espera que dichos gases causen un calentamiento significativo en el siglo próximo y que es algo inevitable.
Mientras tanto, los núcleos de hielo perforados por un equipo franco-soviético en la Base Vostok de la Antártida mostraron que el CO2 y la temperatura habían aumentado y disminuido simultáneamente en oscilaciones amplias a través de las edades de hielo pasadas. Esto confirmó la relación entre el CO2 y la temperatura de manera totalmente independiente de los modelos climáticos generados por computadora y afirmando el consenso científico emergente. Los resultados también se refirieron a las potentes regeneraciones biológicas y geoquímicas.
En junio de 1988, James E. Hansen hizo una de las primeras evaluaciones de que el calentamiento causado por el hombre ya había afectado considerablemente el clima global. Poco después, la "Conferencia Mundial sobre la Atmósfera Cambiante: Implicaciones para la Seguridad Global" reunió a cientos de científicos y a otras personas interesadas en Toronto. La conferencia concluyó afirmando que los cambios en la atmósfera debido a la contaminación humana "representan una amenaza importante a la seguridad internacional y están teniendo ya consecuencias dañinas sobre muchas partes del globo terráqueo", y declararon que en el 2005 el mundo debe disminuir sus emisiones a un 20% por debajo de los niveles de 1988.

## Periodo moderno: desde 1988 hasta el presente
Tanto el PNUMA y la OMM le dieron seguimiento a la conferencia del año 1985 con otras reuniones. En 1988, la OMM crearon el Grupo Intergubernamental de Expertos sobre el Cambio Climático con la ayuda del PNUMA. El IPCC continúa su trabajo hasta la actualidad y publica una serie de Informes de Evaluación (el primero en 1990 se está completando en la actualidad el sexto) e informes complementarios que describen el estado de la comprensión científica en el momento en que se prepara el informe. Los progresos científicos durante este período se discuten en los artículos de cada Informe de Evaluación.

## Descubrimiento de otros factores del cambio climático
Metano: en 1859, John Tyndall determinó que el gas de carbón, una mezcla de metano y otros gases, absorbe fuertemente la radiación infrarroja. El metano fue detectado posteriormente en la atmósfera en 1948 y, en los años ochenta, los científicos se dieron cuenta de que las emisiones humanas tenían un impacto sustancial.
Clorofluorocarbonos: en 1973, el científico británico James Lovelock especuló que los clorofluorocarbonos (CFC) podrían contribuir al calentamiento global. En 1975, Veerabhadran Ramanathan descubrió que una molécula de CFC podría ser 10 000 veces más eficaz absorbiendo la radiación infrarroja que una molécula de dióxido de carbono, lo que convertía a los CFC en sustancias potencialmente importantes a pesar de sus concentraciones muy bajas en la atmósfera. Mientras que los primeros trabajos que trataban sobre los CFC en su mayoría se concentraron en el papel de estas sustancias en la reducción de la capa de ozono, para el año 1985 Ramanathan y otros científicos demostraron que los CFC junto con el metano y otros gases traza podrían tener un efecto casi tan importante en el clima como el aumento del CO2.